# Mausolée de Battenberg
La tombe mausolée d'Alexandre Ier de Battenberg (bulgare : Гробница паметник „Александър І Батенберг“, Grobnitsa pametnik „Aleksandar І Batenberg“), ou mausolée de Battenberg (Мавзолей на Батенберг, Mavzoley na Batenberg) à Sofia en Bulgarie, est un mausolée qui abrite la tombe du prince Alexandre Ier (1857–1893), premier chef de l'État bulgare moderne de 1879 à 1886.

## Description
Le mausolée se trouve à Sofia, au 81 boulevard Vasil Levski. Il mesure 11 mètres de haut et s'étend sur une surface de 80 m2. L'intérieur a été peint par l'artiste bulgare Haralampi Tachev (bg).

## Histoire
Après son abdication en 1886, Alexandre part en exil et meurt en 1893 à Graz, en Autriche (alors en Autriche-Hongrie), où il est initialement inhumé. Cependant, en accord avec ses vœux testamentaires, ses cendres sont transférées en Bulgarie. Son successeur, Ferdinand Ier, décide des funérailles d'État et de nombreux Bulgares assistent à celles-ci. D'abord inhumés dans la cathédrale Sainte-Nedelja, ses restes sont transférés à l'église Saint-George de Sofia puis finalement au sein du mausolée dont la construction est achevée en 1897. C'est l'architecte suisse Hermann Mayer qui conçoit le tombeau dans un style éclectique, avec d'importants éléments néo-baroques et néo-classiques.
Le mausolée demeure fermé à la visite entre 1947 et 1991, durant la période communiste. Rouvert peu après, il fait l'objet d'une restauration en 2005.

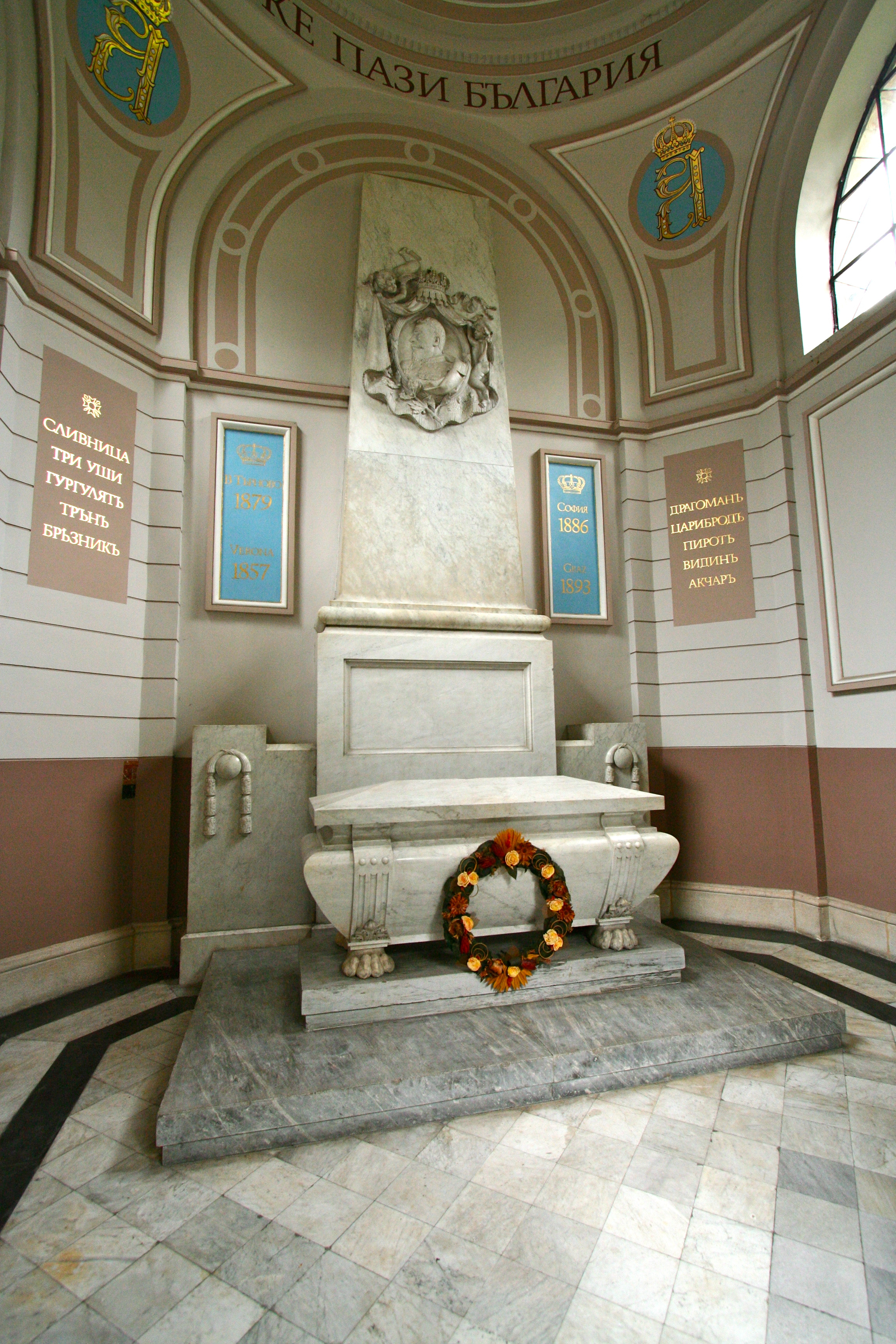
Vue intérieure du mausolée